# こどものうた (曲)
「こどものうた」（こどものうた）は、高橋優のインディーズのシングル。2009年5月13日にタワーレコード＋音楽処限定シングルより500円で発売された。
現在はインディーズ各アルバム（僕らの平成ロックンロールを除き）ともに入手困難となっている。

## 収録曲
（全作詞・作曲：高橋優）
1. こどものうた
インディーズアルバム「胡坐～agura～」からのリカット。
のちのアルバム、「僕らの平成ロックンロール」に収録された。
2. 泣き虫空に可愛い傘
前曲同様、こちらもインディーズアルバム「胡坐～agura～」からのリカット。
のちのシングル、「卒業」の初回限定盤に高橋優STREAMで披露されたものが収録された。

## 収録アルバム
- 僕らの平成ロックンロール(#1)
- 高橋優 BEST 2009-2015 笑う約束(#1)